# Moltkestraße 25 (Flensburg)
Die Moltkestraße 25 in Flensburg-Westliche Höhe ist ein großbürgerliches Wohnhaus, welches in den Jahren 1909/1910 für die Preußische Armee erbaut wurde und unter Denkmalschutz steht. Es gehört zu den Kulturdenkmalen der Stadt. Das Haus wurde nach Plänen der Architekten Schwark und Körner zusammen mit Moltkestraße Nr. 26, 27 und 28 errichtet.

## Beschreibung
Der zweigeschossige Putzbau auf hohem Sockel mit Mansarddach wurde auf dem spitzwinkeligen Grundstück in einer betonten Eckausbildung errichtet. Aufgrund der vorgesehenen Nutzung durch ranghohe Kommandeure der Preußischen Armee wurden zwei großzügig zugeschnittene Wohnungen und Bedienstetenkammern im Dachgeschoss geschaffen. Zwei Ecken des Wohnhauses wurden durch den halbrunden Vorbau mit Altan vor Schweifgiebel betont. Die Längsfronten von Mittelrisaliten wurden mit geschweiften Giebeln unterteilt. Das Sockelgeschoss wurde in Natursteinverblendung erbaut, darüber bis zur halben Höhe des Erdgeschosses in Backsteinsichtmauerwerk. Der halbrunde Vorbau wurde an den Ecken mit breiten dreiteiligen Fenstern versehen. An der östlichen Seite des Wohnhauses steht ein zurückversetzter Eingangsvorbau mit Freitreppe.

## Nutzungsgeschichte
Während der Kaiserzeit waren Teile der Preußischen Armee in der Fördestadt stationiert. Im Jahr 1900 ist für die 18. Division das Militärgerichtsgebäude in der Moltkestraße 18 errichtet worden, welches ungefähr einen Kilometer von der Duburg-Kaserne entfernt ist.
Das Wohnhaus wurde als Residenz für die Kommandeure der kaiserlichen Heeresführung Flensburg erbaut. Generalleutnant Hinko von Lüttwitz, Generalleutnant Max von Kluge, Generalleutnant Paul Bloch von Blottnitz und Generalmajor Reinhard von Massenbach haben dort bis 1919 residiert. 
Danach kaufte der Hofbesitzer Deert Jacob Rieve aus Tating die Moltkestraße 25. Er war der Bruder des Flensburger Architekten Georg Rieve sowie des Flensburger Stadtbaurats Theodor Nicolai Rieve. Seitdem wird das Gebäude als ziviles Wohnhaus genutzt. Bis heute befindet es sich im Familieneigentum. Die Moltkestraße wurde nach Generalfeldmarschall Helmuth Karl Bernhard von Moltke benannt.